# Carolina Vera
Carolina Susana Vera (San Nicolás de los Arroyos, 14 de julio de 1962) es una meteoróloga argentina. Es Investigadora Principal del Consejo Nacional de Investigaciones Científicas y Técnicas  (CONICET) y profesora titular de la Facultad de Ciencias Exactas y Naturales de la Universidad de Buenos Aires (UBA). Su área de investigación es la variabilidad climática y cambio climático en Sudamérica.
Desde el 10 de diciembre de 2019 es la titular de la Unidad Gabinete de Asesores del Ministerio de Ciencia, Tecnología e Innovación.

## Biografía
Vera se graduó como licenciada en Ciencias Meteorológicas en Facultad de Ciencias Exactas y Naturales de la UBA en 1986. Luego realizó su doctorado en la misma universidad bajo la dirección de la Dra. Eugenia Kalnay. Se graduó en 1992 con una tesis titulada "Un sistema de asimilación de  datos para  la región extratropical de Sudamérica".
Ingresó a la docencia como Auxiliar en 1984, desempeñándose como Jefa de Trabajos Prácticos desde 1991 hasta 1994, como profesora Adjunta entre 1994 y 2011, como Asociada entre 2011 y 2012 y finalmente como profesora titular desde 2012.
En investigación ingresó como becaria de CONICET hasta llegar a la categoría de Investigadora Principal. Desarrolla su trabajo en el Centro de Investigaciones del Mar y la Atmósfera (CIMA) y en el Instituto Franco-Argentino del estudio del Clima y sus Impactos. Fue directora del CIMA entre 2010 y 2015.
Es vicepresidenta del Grupo de Trabajo I del Panel Intergubernamental sobre el Cambio Climático (IPCC por sus siglas en inglés), una iniciativa del Programa de Naciones Unidas para el Medio ambiente (PNUMA), y la Organización Meteorológica Mundial (OMM).
En junio del año 2020 fue incorporada a la Academia Nacional de Ciencias Exactas, Físicas y Naturales.

## Premios y distinciones
- Premio “Cleveland Abbe” de la Asociación Meteorológica de Estados Unidos (agosto de 2019).[5]
- Reconocimiento como "Personalidad destacada de la Universidad de Buenos Aires" (2021),[7] durante los festejos por el Bicentenario de dicha universidad,[8] recibiendo también una medalla personalizada, una moneda acuñada por la Casa de la Moneda y un sello postal del Correo Argentino (especialmente elaborados para la ocasión).[9]
- Premio Konex de Platino otorgado por la Fundación Konex por su trabajo en la última década en la disciplina "Ciencias de la Tierra y de la Atmósfera" (2023).[10]